# Akodon toba
Akodon toba é uma espécie de roedor da família Cricetidae. Pode ser encontrada na Argentina, Bolívia, Paraguai e Brasil.